# Ryujin (rappeuse)
Pour l’article homonyme, voir Ryūjin.
Dans ce nom coréen, le nom de famille, Shin, précède le nom personnel.
Shin Ryu-jin (hangeul : 신류진, RR : Sin Ryujin), plus connue sous le nom de scène Ryujin (hangeul : 류진, RR : Ryujin), est une rappeuse, chanteuse et danseuse sud-coréenne née le 17 avril 2001 à Séoul (Corée du Sud). Elle est, depuis 2019, membre du groupe Itzy, appartenant au label JYP Entertainment,.

## Biographie

### Pré-débuts (2015 à 2017)
Ryujin a été repérée lors d'un fan-meeting du groupe Got7 par une membre du staff, qui lui a tout de suite demandé son numéro de téléphone,. Elle rejoint JYP Entertainment en 2015 et s'entraînera quatre ans avant de débuter avec Itzy. Entre-temps, le directeur de YG Entertainment, Yang Hyun-suk, lui a proposé de signer un contrat chez lui, mais elle a refusé.
Durant l’année 2017, Ryujin apparaît dans le film sud-coréen The King, qui a été créé conjointement par Zhao Yincheng et Zheng Yusheng. Dans le film, elle a joué une étudiante qui a été violée par un professeur d'éducation physique. En août, elle participe au clip vidéo Love Yourself Highlight Reel'起承轉結' de BTS, dans laquelle elle vient souhaiter l'anniversaire de J-Hope, pendant ce temps Jimin les enregistre en vidéo.
En octobre de la même année, Ryujin a auditionné pour l'émission de téléréalité Mix Nine, produit par Han Dongcheol de Produce 101. Après avoir passé l'audition, elle a été classée première dans l'équipe féminine jusqu'à l'épisode final. En fin de compte, elle est devenue l'une du top neuf féminin, mais comme le top neuf masculin l'a battu avec 7 866 points et avec un score total de 8 114 points, elle n'a pas pu faire ses débuts,. Le même mois, elle a rejoint les membres d'Itzy, Yuna, Chaeryeong, Yeji et d’autres stagiaires pour participer à l'émission de téléréalité Stray Kids en coopération avec JYP Entertainment et Mnet. Dans le premier épisode, elle a joué dans le groupe féminin contre l'équipe de projet masculine.

### Débuts avec Itzy (depuis 2019)
Dès août 2018, JYP Entertainment a annoncé qu'elle resterait membre du label.
Le 20 janvier 2019, le site officiel d'Itzy est ouvert. La chaîne YouTube officielle a mis en ligne une bande-annonce et a révélé le nom et les membres du nouveau groupe de filles. Elle débute avec son groupe le 12 février avec leur premier album It'z Different et la chanson titre, Dalla Dalla.

## Vie privée
Elle a un frère aîné. Ryujin fut étudiante au lycée Hanlim Multi Art School dans le département de danse. Elle a été diplômée le 7 février 2020 avec Chaeryeong,.

## Discographie
| Année | Titre                                               | Album                                               | Featuring          |
| ----- | --------------------------------------------------- | --------------------------------------------------- | ------------------ |
| 2022  | Break My Heart Myself (feat. YEJI & RYUJIN of ITZY) | Break My Heart Myself (feat. YEJI & RYUJIN of ITZY) | Yeji et Bebe Rexha |
| 2024  | Run Away                                            | BORN TO BE                                          | -                  |

## Vidéographie

### Films
| Année | Titre    | Rôle  | Note(s) | Réf.  |
| ----- | -------- | ----- | ------- | ----- |
| 2017  | The King | Jimin | Caméo   | [ 6 ] |

### Émissions de télévision
| Année | Titre      | Chaîne | Note(s)                    | Réf.   |
| ----- | ---------- | ------ | -------------------------- | ------ |
| 2017  | Mix Nine   | JTBC   | Concurrente                | [ 9 ]  |
| 2017  | Stray Kids | Mnet   | Épisode 1, avec Team Girls | [ 10 ] |

### Vidéos
| Année | Titre                                   | Artiste | Note(s)              | Réf.  |
| ----- | --------------------------------------- | ------- | -------------------- | ----- |
| 2017  | Love Yourself Highlight Reel '起承轉結' | BTS     | Avec Jimin et J-Hope | [ 7 ] |

### Traductions
- (zh) Cet article est partiellement ou en totalité issu de l’article de Wikipédia en chinois intitulé « 申留眞 » (voir la liste des auteurs).

- (es) Cet article est partiellement ou en totalité issu de l’article de Wikipédia en espagnol intitulé « Ryujin (cantante) » (voir la liste des auteurs).

### Sources
1. ↑  « Ryu Jin [ITZY] », sur www.nautiljon.com (consulté le 4 juin 2020)
2. ↑  (zh) JYP Nation, JYP Entertainment, « Itzy 成员官方中文名公开 », sur m.weibo.cn,‎ 1er février 2019 (consulté le 26 août 2020)
3. ↑  (en) Germainej, « Itzy's Yuna & Ryujin reveal how they were scouted by JYP Entertainment» », sur allkpop.com, 26 mars 2020 (consulté le 26 août 2020)
4. ↑  (en-US) « Ryujin (ITZY) Profile and Facts (Updated!) », sur Kpop Profiles, 16 mai 2019 (consulté le 4 juin 2020)
5. ↑  (en) « Yang Hyun Suk Admits He Wants To Bring Shin Ryu Jin To YG Entertainment », sur Soompi, 1514781740 (consulté le 4 juin 2020)
6. 1 2  (en) « Fans Discover Itzy’s Ryujin in Popular Film "The King" Before Debut », sur koreaboo.com, 18 février 2019 (consulté le 25 août 2020)
7. 1 2  (en) « Itzy Members Show Up in BTS's Music Video? », sur mnews.joins.com, 15 février 2020 (consulté le 25 août 2020)
8. ↑  (en) E. Cha, « JYP Confirms That They Are Preparing To Debut New Girl Group With Shin Ryu Jin », sur soompi.com, 20 août 2018 (consulté le 26 août 2020)
9. 1 2  (ko-Hani) « 종영 '믹스나인' 소년팀, 최종 우승 '데뷔'‥男 1등 우진영[종합] », sur osen.mt.co.kr (consulté le 25 août 2020)
10. 1 2  (ko-Hani) « "있지는 달라달라" Itzy, 데뷔곡 '달라달라' 트랙 리스트 공개 », sur n.news.naver.com,‎ 6 février 2019 (consulté le 25 août 2020)
11. ↑  (en) Tamar Herman, « JYP Entertainment's New Girl Group ITZY Debuts With 'Dalla Dalla': Watch », sur billboard.com, 11 février 2019 (consulté le 26 août 2020)
12. ↑  (en) « Stars Graduate From Hanlim Arts School », sur Soompi, 1581058746 (consulté le 4 juin 2020)
13. ↑  (en) Sheila T. Advincula, « Itzy's Chaeryeong And Ryujin Just Graduated From Hanlim Art School », sur cosmo.ph, 8 février 2020 (consulté le 25 août 2020)